# Demonax piliger
Demonax piliger là một loài bọ cánh cứng trong họ Cerambycidae.